# 湯米·林恩·塞爾斯
湯米·林恩·塞爾斯（Tommy Lynn Sells，1964年6月28日—2014年4月3日），是一名美国连环杀手，他被相信参与了至少22起谋杀案。
他早年跟随姨母生长，是一名无家可归的醉汉，他经常在美国各地游荡。在被以谋杀罪逮捕前，他曾因盗窃和伤害罪被逮捕坐牢。从1980年至1999年期间，他开始长期的连环杀人计划。2000年1月2日，被逮捕。2014年4月3日，在美国德州执行死刑。